# Triconia hawii
Triconia hawii is een eenoogkreeftjessoort uit de familie van de Oncaeidae. De wetenschappelijke naam van de soort is voor het eerst geldig gepubliceerd in 1990 door Böttger-Schnack & Boxshall.